# Wave Dragon

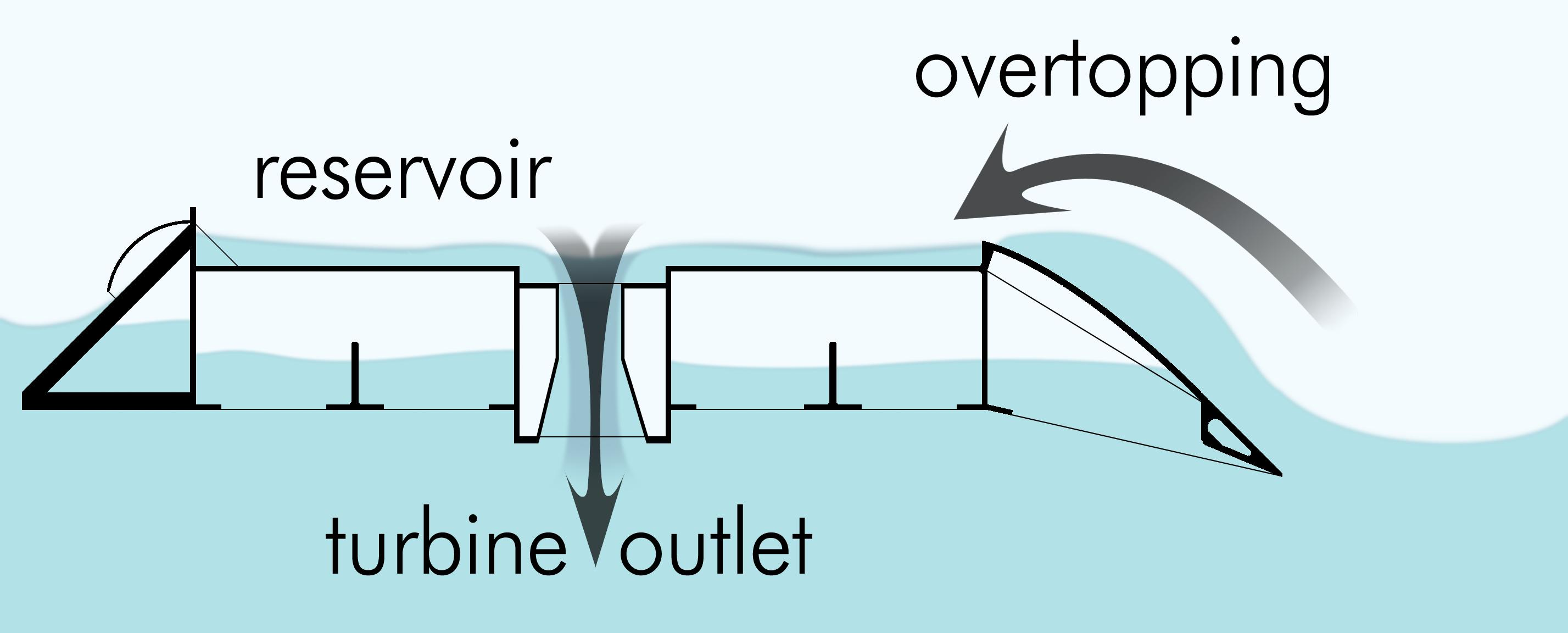
Het Wave Dragon-principe

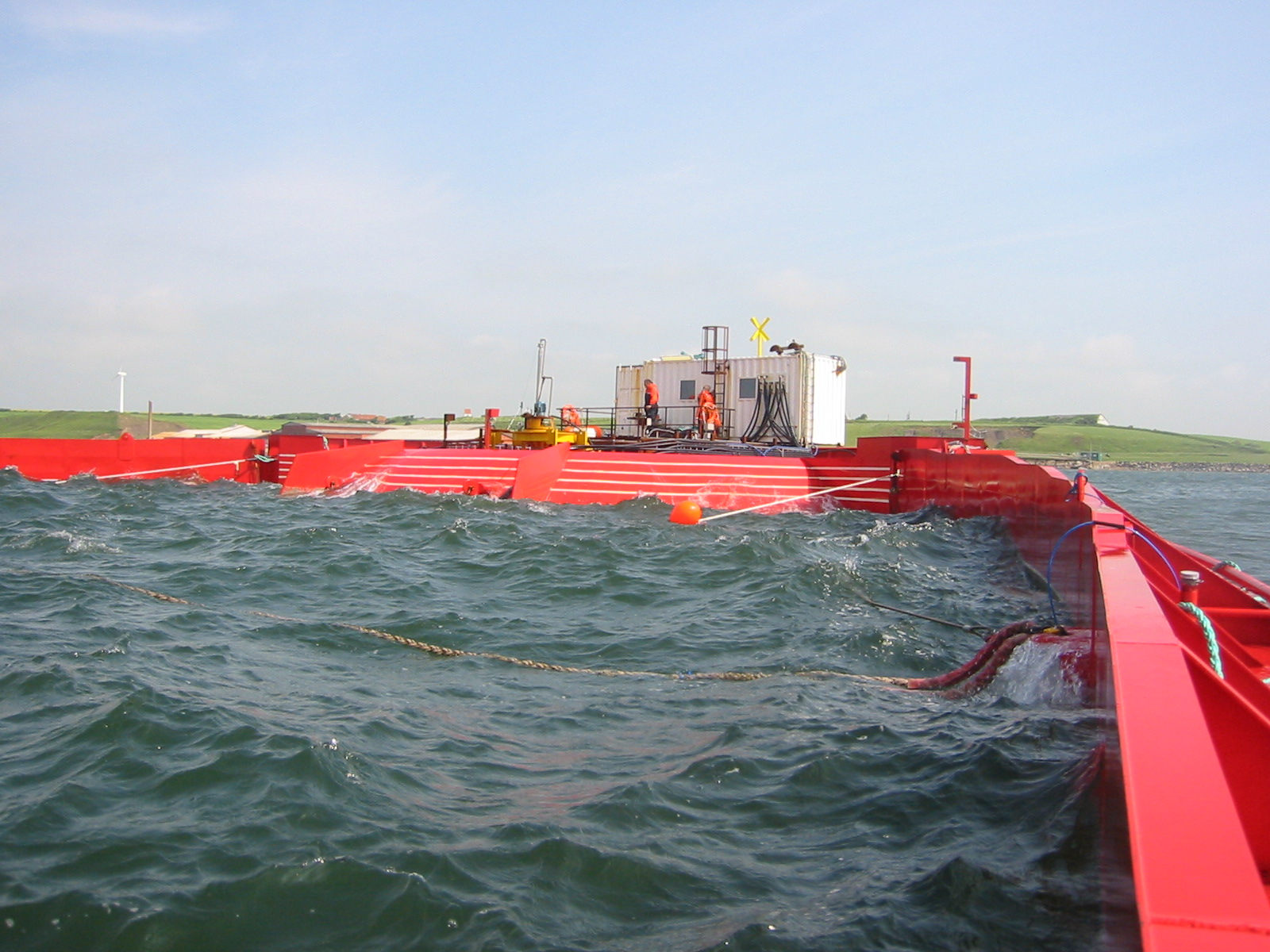
Prototype

De Wave Dragon is een golfslagenergieconvertor ontwikkeld door de Deen Erik Friid-Madsen, en is nu een project van 7 Europese landen, Oostenrijk, Denemarken, Duitsland, Ierland, Portugal, Zweden en Groot-Brittannië.
Het is het eerste golfslagenergieproject dat niet dicht bij de kust ligt, maar verder in zee.

## Werking
De zeegolven lopen over een schuine rand. Een deel van de golven komt over de rand van het schuine stuk in het reservoir in het midden terecht. De rest van de centrale ligt iets lager dan die rand, waardoor het water niet meer terug in zee kan lopen. Het water stroomt vervolgens door een turbine terug. Dit drijft een generator aan die elektriciteit produceert. De elektriciteit wordt via een ondergrondse kabel tot aan het vasteland gebracht.
Van 2003 tot januari 2005 werd bij de Nissum Bredning fjord een eerste prototype gemaakt en getest. In 2006 werd er een aangepast model gebouwd, en op een andere locatie met betere omstandigheden ingezet tot in mei 2008 met de reparaties van dit exemplaar werden gestart.